# Tachina saltatrix
Tachina saltatrix är en tvåvingeart som först beskrevs av Christian Rudolph Wilhelm Wiedemann 1830.  Tachina saltatrix ingår i släktet Tachina och familjen parasitflugor. Inga underarter finns listade i Catalogue of Life.